# Парламентские выборы в Экваториальной Гвинее (2004)
Парламентские выборы в Экваториальной Гвинее состоялись 25 апреля 2004 года, на них победу одержала коалиция Демократической партии и «демократической оппозиции», которые в сумме получили 98 мест из 100. Из оппозиционных партий в парламенте получила 2 места Конвергенция за социальную демократию, набрав 6 % голосов избирателей. Явка избирателей на выборах составила 96,5 %, или 203 042 избирателя.